# Fridingen an der Donau
Fridingen an der Donau ist eine kleine Stadt im Osten des baden-württembergischen Landkreises Tuttlingen in Deutschland.

## Geographie

### Lage am Donaudurchbruch
Fridingen liegt inmitten des Naturparks Obere Donau, rund zwölf Kilometer nordöstlich der Kreisstadt Tuttlingen donauabwärts, in einer Talweitung des Durchbruchs der Donau durch die Schwäbische Alb. In der weiten Flussschlinge erfolgt eine der Donauversinkungen, wo der Großteil des Wassers durch die Karstböden zum Hochrhein verloren geht.
Einige weitere Kilometer flussabwärts kommt man zum Donaudurchbruch bei Beuron, wo das etwa 20 Kilometer lange Durchbruchstal den beeindruckendsten Anblick bietet.

### Stadtgliederung
Zur Stadt Fridingen an der Donau gehören die Stadt Fridingen an der Donau, der Weiler Bergsteig, Schloss und Gehöft Bronnen, die Höfe Stadtmühle und Ziegelhütte und die Häuser Bärentalhaus, Hammerschmiede, Jägerhaus und Knopfmacher. Im Stadtgebiet liegen die abgegangenen Burgen Altfridingen, Kreidenstein, Neuhohenberg und Pfannenstiel.

### Schutzgebiete
In Fridingen liegen die Naturschutzgebiete Stiegelesfels-Oberes Donautal und Buchhalde-Oberes Donautal sowie das Landschaftsschutzgebiet Donautal mit Bära- und Lippachtal.
Fridingen hat zudem Anteil am FFH-Gebiet Großer Heuberg und Donautal sowie am Vogelschutzgebiet Südwestalb und Oberes Donautal. Darüber hinaus gehört Fridingen zum Naturpark Obere Donau.

## Geschichte

### Vorgeschichte
In den Jahren von 1964 bis 1967 konnten bei archäologischen Grabungen durch den Prähistoriker Wolfgang Taute in der Jägerhaushöhle im Donautal unterhalb von Schloss Bronnen zehn Kulturschichten aus vier Metern Erdschicht erfasst werden. Dabei wurden Funde gemacht, die auf eine kontinuierliche Besiedelung des Oberen Donautals in der frühen Mittelsteinzeit schließen lassen (vgl. Beuronien). Winzig kleine Steine und Splitter wurden als Speerspitzen oder als Fellschaber um die Zeit von 10.000 Jahren vor Christus diagnostiziert. Zudem wurden noch andere Materialien, wie Horn oder Knochen gefunden, teilweise mit Widerhaken zum Fischfang oder nur fingernagelgroße Plättchen, die wohl als Schmuck einer Altvorderen dienten. Die Fundstücke befinden sich in den Vitrinen der Schatzkammer des Klosters Beuron. Ein weiterer wichtiger Fund- und Ausgrabungsort war die Probstfelshöhle bei Beuron.

### Mittelalter

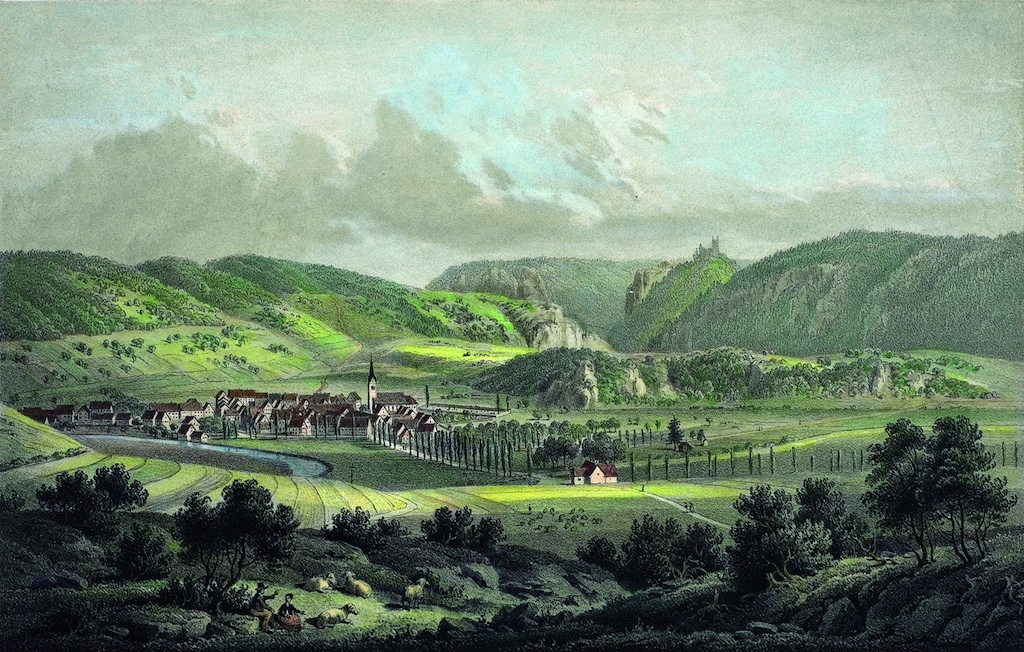
Fridingen, 1850, Stadtansicht von Eberhard Emminger

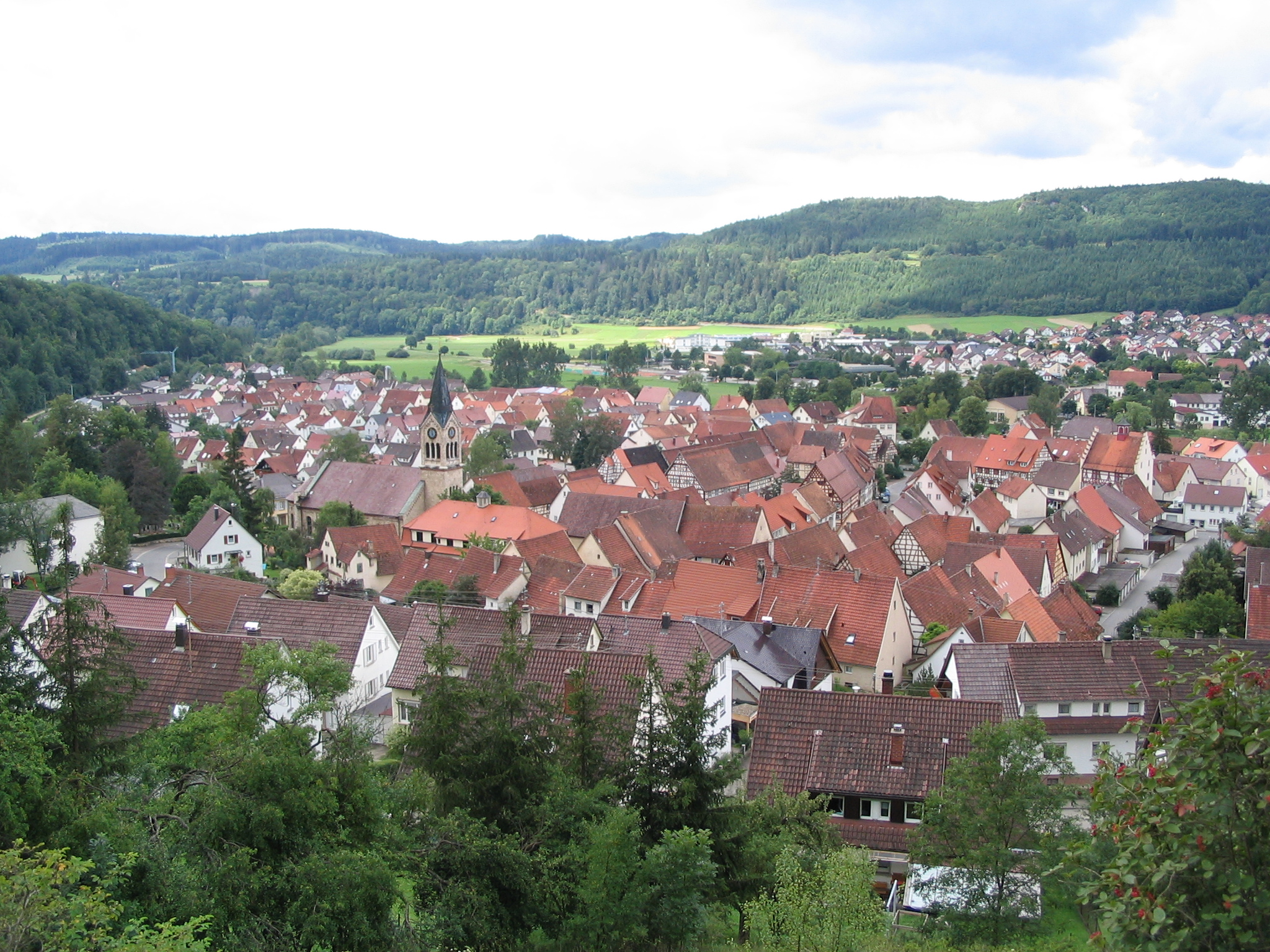
Fridingen von Osten aus gesehen

Alamannische Gräberfunde auf der rechten Donauseite gegenüber dem heutigen Stadtkern beweisen eine Besiedlung im frühen Mittelalter. Auch der Name der Stadt (vgl. -ingen) deutet auf eine alamannische Gründung hin. Zu den bedeutendsten Fundstücken zählt eine kunstvoll verzierte Fibel. Weiterhin wurden Kämme, Ketten und Zierscheiben gefunden.
Bei Fridingen wurden zwei Argentei Minuti, in Gallien entstandene Silbermünzen, aus der zweiten Hälfte des 5. Jahrhunderts gefunden.
Der Name Fridingen wurde erstmals im Jahre 861 in einer Urkunde des Klosters St. Gallen erwähnt. Die Erhebung zur Stadt erfolgte 1372. Vom hohen Mittelalter bis in die napoleonische Zeit war das zur Grafschaft Hohenberg gehörende Fridingen meist Teil von Vorderösterreich. Es behielt seinen Charakter als Ackerbürgerstadt mit seinen noch erhaltenen schlichten, aber zweckmäßigen Fachwerkhäusern, die innerhalb der engen Stadtmauer sowohl als Bauern-, Handwerker- und Wohnhäuser dienten, bis ins frühe 20. Jahrhundert.

### Frühe Neuzeit
Für das Jahr 1671 ist ein Hexenprozess vor der Fridinger Kirche verbürgt. Dieses Geschehen, von den Anschuldigungen der Schörzinger Bürger am 18. März 1671 bis zum Urteil Anfang September, gilt als der bestdokumentierte Prozess aus der Grafschaft Hohenberg. Zwölf Bürger beschuldigten damals die 70 Jahre alte arme und verwitwete Anna Bayerin aus Schörzingen aufgrund 19 vermeintlicher Verdachtsmomente der Hexerei. Unter Folter gestand die zu Unrecht Angeklagte „mit dem Teufel im Bunde“ zu sein. Das Urteil lautete auf „Tod durch Verbrennen – gnadenhalber mit vorheriger Enthauptung“. Sie wurde vermutlich in Rottenburg exekutiert. Bayerin war die letzte Person, die in einem Hohenberger Hexenprozess zum Tode verurteilt wurde.
Im Jahr 1672 kam es zum Aufstand der Fridinger Bürgerschaft gegen die Herrschaft des damaligen Obervogtes.
Zunächst war das mittelalterliche Ifflinger Schloss innerhalb der Stadtmauer Sitz der oberhohenbergischen Verwaltung. Das zwar städtische, jedoch sehr abgelegene Fridingen verlor 1688 seine politische Bedeutung mit der Verlegung des Obervogteiamtes in das dörfliche, jedoch wesentlich verkehrsgünstigere Spaichingen.

### Württembergische Zeit
1806 fiel Fridingen gemäß den Vertragsbedingungen des Friedens von Preßburg vom Kaisertum Österreich an das Königreich Württemberg und gehörte seit 1807 zum württembergischen Oberamt Tuttlingen. Mit dem Bau der eingleisigen Bahntrasse Tuttlingen–Inzigkofen erfolgte 1890 der Anschluss der Stadt ans Streckennetz der Württembergischen Eisenbahnen. Die Verwaltungsreform während der NS-Zeit in Württemberg führte 1938 zur Zugehörigkeit zum Landkreis Tuttlingen.

### Nachkriegszeit
Fridingen war nach dem Zweiten Weltkrieg Teil der Französischen Besatzungszone und geriet somit 1947 zum neu gegründeten Land Württemberg-Hohenzollern, welches 1952 im Land Baden-Württemberg aufging.
Mit der Kreisreform in Baden-Württemberg wechselte die Stadt Fridingen 1973 als Teil des Landkreises Tuttlingen vom Regierungsbezirk Südwürttemberg-Hohenzollern zum Regierungsbezirk Freiburg.

## Politik

### Gemeinderat
Der Gemeinderat in Fridingen besteht aus den gewählten 12 ehrenamtlichen Gemeinderäten und dem Bürgermeister als Vorsitzendem. Der Bürgermeister ist im Gemeinderat stimmberechtigt. Bei der Kommunalwahl am 9. Juni 2024 wurde der Gemeinderat durch Mehrheitswahl gewählt. Mehrheitswahl findet statt, wenn kein oder nur ein Wahlvorschlag eingereicht wurde. Die Bewerber mit den höchsten Stimmenzahlen sind dann gewählt. Die Wahlbeteiligung betrug 66,54 %.

### Bürgermeister
Bürgermeister von Fridingen war Stefan Bär, bis er Guido Wolf im Mai 2012 als Landrat des Landkreises Tuttlingen ablöste. Die Wahl zum neuen Bürgermeister fand am 1. Juli 2012 statt.
- bis 1977: Hubert Schiebel
- 1977–1994: Roland Ströbele (CDU)
- 1994–2012: Stefan Bär (FWV)
- seit 2012: Stefan Waizenegger (parteilos)

### Verwaltungsverband
Fridingen ist Mitglied und Sitz des Gemeindeverwaltungsverbandes Donau-Heuberg.

### Wappen und Banner
| | Blasonierung: „In geteiltem Schild oben Silber (Weiß), unten von Rot und Silber (Weiß) senkrecht gerautet.“ |
| Wappenbegründung: Das zuletzt am 19. Juni 1963 vom Innenministerium verliehene Wappen ist abgeleitet von einem seit dem frühen 16. Jahrhundert nachweisbaren Stadtsiegel der Grafen von Hohenberg. Das erstmals 1938 verliehene Wappen mit rotem Schildhaupt und einem von Rot und Silber gerauteten Feld, wurde 1963 in die heutige Form geändert. | |

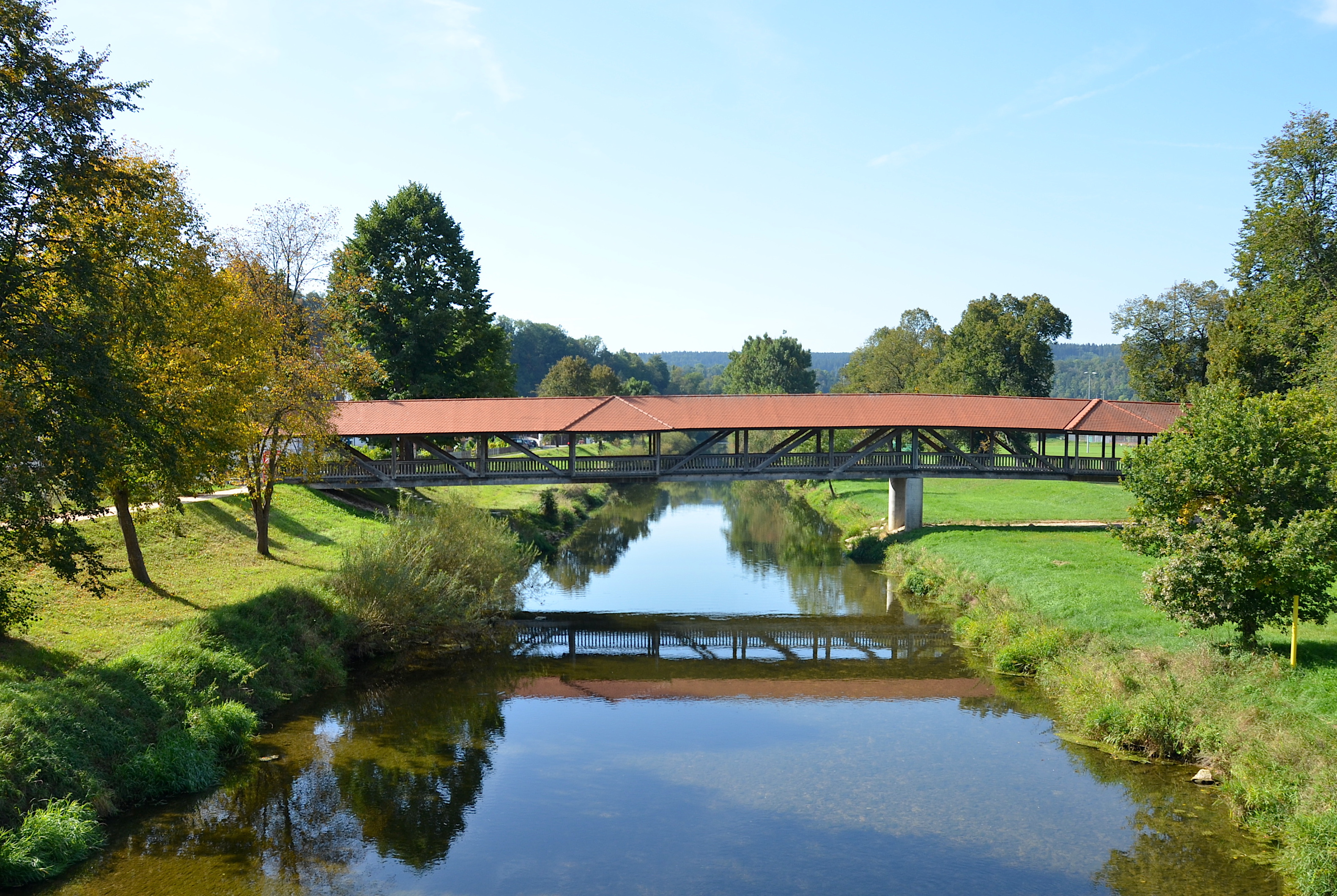
Nanteuiler Brücke, benannt nach der französischen Partnerstadt Nanteuil-lès-Meaux

„Das Banner ist weiß-rot längsgestreift mit dem aufgelegten Wappen oberhalb der Mitte.“

### Partnerschaften
Fridingen unterhält seit 1987 partnerschaftliche Beziehungen zu der französischen Gemeinde Nanteuil-lès-Meaux an der Marne, etwa 45 km von Paris entfernt.

## Kultur und Sehenswürdigkeiten
Die Kommune ist dem Tourismusverband „Donaubergland“ angeschlossen.

### Naturdenkmäler

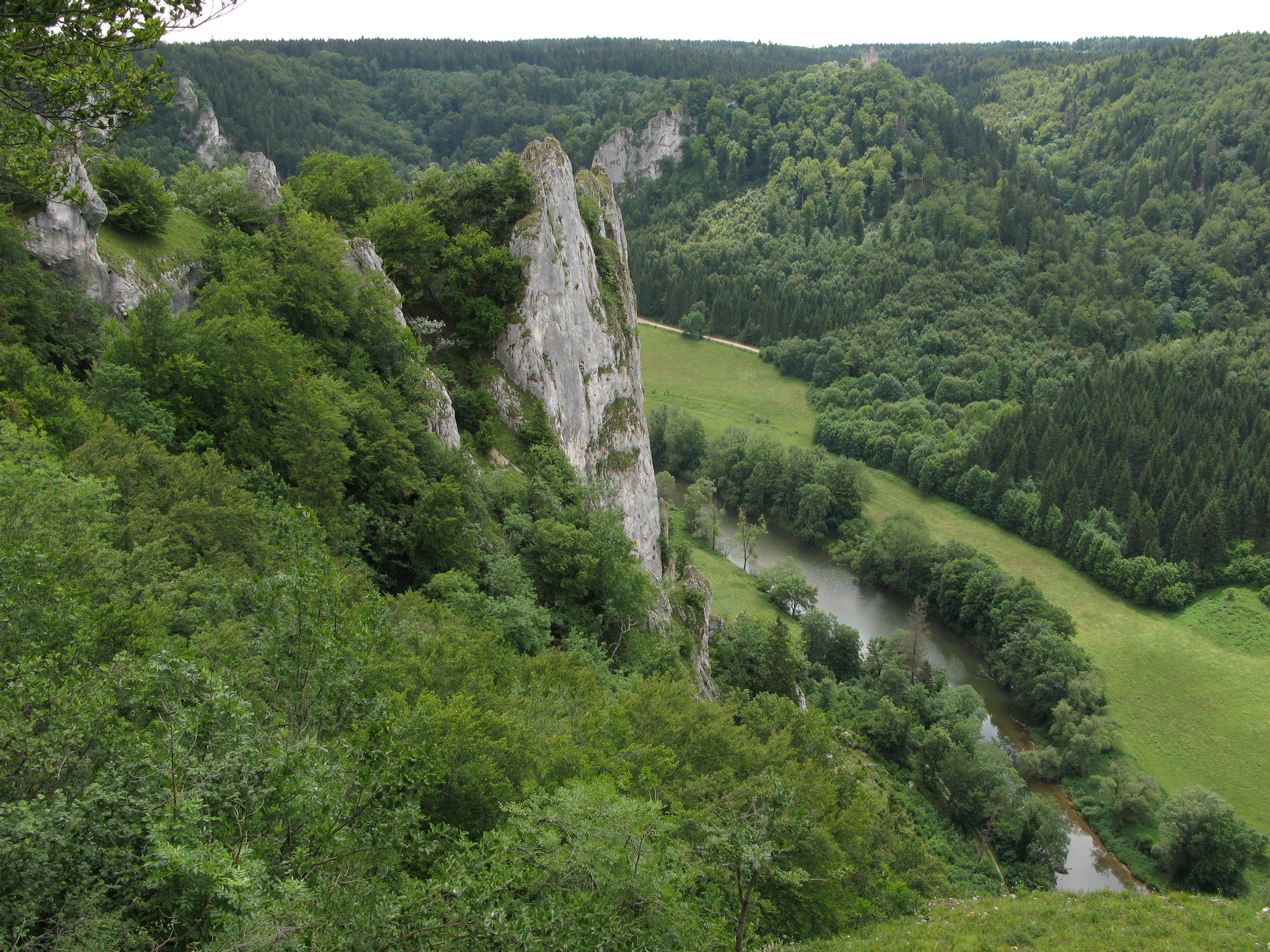
Blick zum Stiegelefelsen und hinab zur Donau

Zwischen Fridingen und Beuron liegt der vom Verkehr unberührt gebliebene und nach weitverbreiteter Ansicht schönste Teil des Donaudurchbruchs durch die Schwäbische Alb mit seinen hoch aufragenden weißen Kalkfelsen. Die ausgewiesenen Landschaftsschutzgebiete und Naturschutzgebiete sind Reservate für zahlreiche vom Aussterben bedrohte Vogelarten und Pflanzen. Der auf den zahlreichen Kalksteinfelsen vorhandene Trockenrasen zählt zu den seltenen Biotopen, die seit der jüngsten Eiszeit weitgehend unverändert erhalten geblieben sind. Das Naturschutzgebiet Stiegelesfels, geprägt durch die nährstoffarmen Magerwiesen, zeichnet sich durch seine Farben- und Blumenvielfalt und dadurch bedingt zahlreiche Insekten aus.
Unweit von Fridingen befinden sich mehrere Versickerungsstellen der Donauversickerung. Im Sommer und Herbst versickern hier bis zu 400 Liter Wasser pro Sekunde im Kalkgestein der Alb. Es kommt im rund 16 Kilometer entfernten Aachtopf wieder zum Vorschein. Das versickernde Donauwasser überwindet hier die Europäische Wasserscheide, indem es über den Bodensee der Nordsee zufließt – im Gegensatz zum eigentlichen Verlauf der Donau, die in das Schwarze Meer mündet.

### Bauwerke
- Im von Fachwerkhäusern geprägten denkmalgeschützten historischen Stadtkern befindet sich das in den 1980er Jahren renovierte Ifflinger Schloss, erbaut um 1330.
- Die St. Martinus-Kirche wurde im 19. Jahrhundert im neoromanischen Stil errichtet.
- Das Gasthaus Scharfeck am ehemaligen Oberen Tor von 1554 ist eines der bekanntesten Fachwerkhäuser von Fridingen und zeigt Bemalungen zur Fridinger Geschichte, wie etwa die Sage vom Knopfmacherfelsen.
- Die St.-Anna-Kapelle ist eine barocke Kapelle aus dem Jahr 1745. Eine erste Kapelle stand dort bereits um 1400, wurde jedoch von den Schweden zerstört. Sie wurde nach dem Bau von 1745 im Jahr 1754 in Kreuzesform erweitert. An die Südseite wurde eine Einsiedelei gebaut, in der bis zum Jahr 1940 jeweils ein Einsiedler lebte. Alljährlich findet am letzten Juliwochenende das Annafest mit einer Lichterprozession statt.
- Etwa vier Kilometer donauabwärts liegt auf einem Felsvorsprung das aus dem Mittelalter stammende Schloss Bronnen, das sich in Privatbesitz der Herren von Enzberg befindet und nicht besichtigt werden kann.
- Nordöstlich der Stadt unweit der Bäramündung befindet sich die Ruine der Burg Pfannenstiel.
- Der Gansnestturm steht rund 650 m nördlich der Bäramündung auf der 795 m hohen Bergzunge Gansnest unmittelbar nördlich der Fridinger Stadtgrenze auf der Gemarkung von Kolbingen.[18] Der 18 m hohe Turm wurde in den 1920er Jahren von der Energieversorgung Schwaben im Zusammenhang mit einem Pumpspeicherwerk errichtet. Das Pumpspeicherwerk war Teil der Kraftswerksanlage Fridingen. Der Betrieb des Pumpspeicherwerks wurde Anfang der 1960er Jahre wegen fehlender Rentabilität eingestellt, der Turm 1967 als Schenkung dem Schwäbischen Albverein vermacht.[19] Das Gebäude dient heute als Aussichtsturm.
- Von der Bronner Mühle beim Bronner Wehr sind 1960 nach Verschüttung der Mühle durch Hangrutsch respektive Bergsturz nur noch Überreste zu sehen. Das Unglück forderte drei Tote von der Müllersfamilie Frey, lediglich eine Bewohnerin konnte nach sechs Stunden lebend aus den Trümmern gerettet werden. Ein Gedenkstein und der erhaltene Mühlstein erinnern an das Unglück.[20][21][22]

Bauwerke
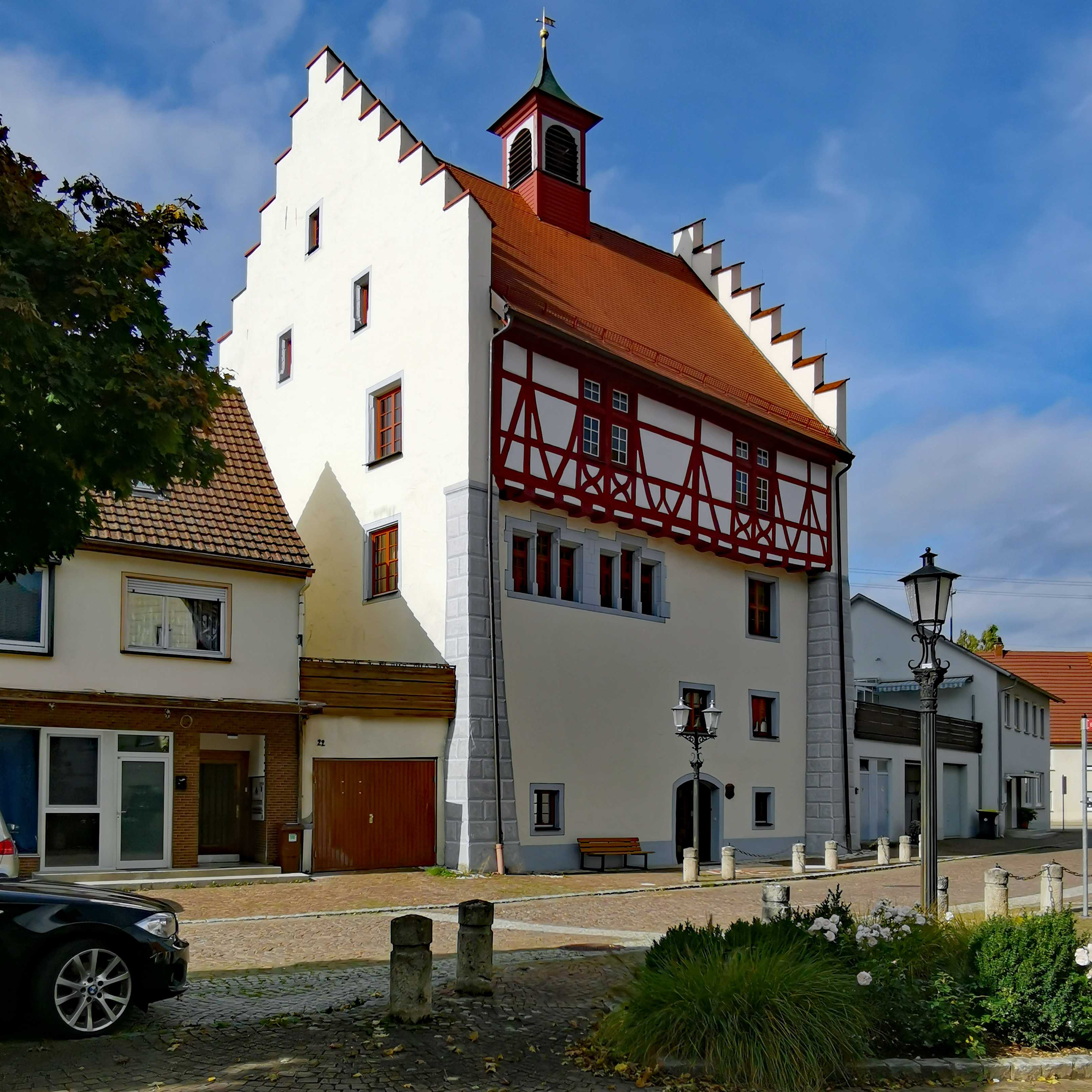
Das Ifflinger Schloss, in dem das Heimatmuseum untergebracht ist
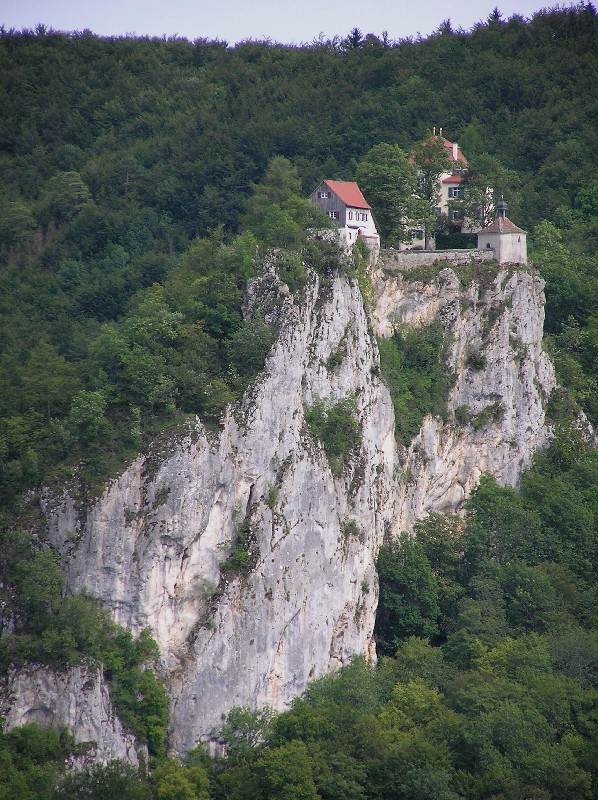
Schloss Bronnen
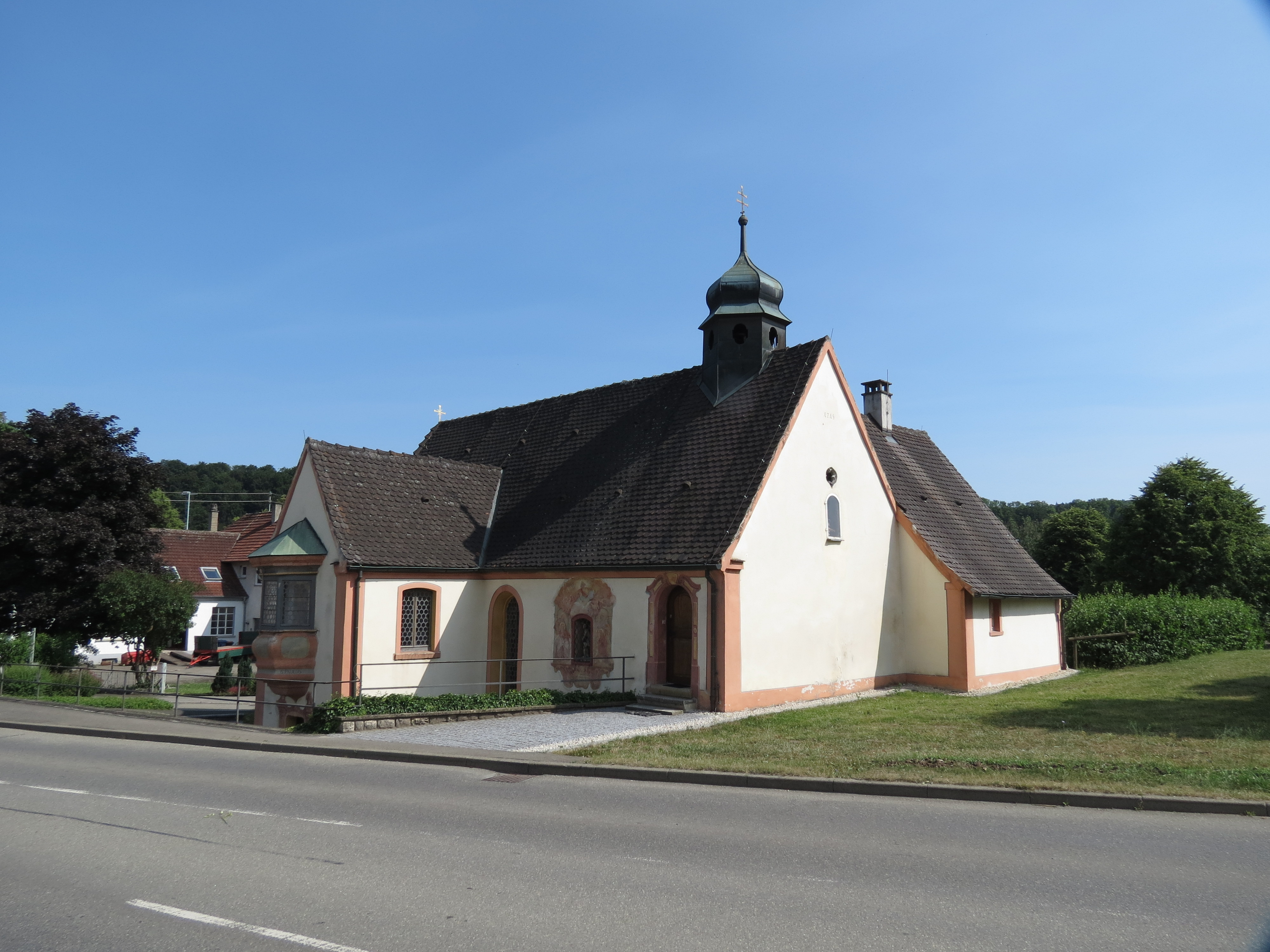
St. Anna-Kapelle mit südlich angebauter Einsiedelei
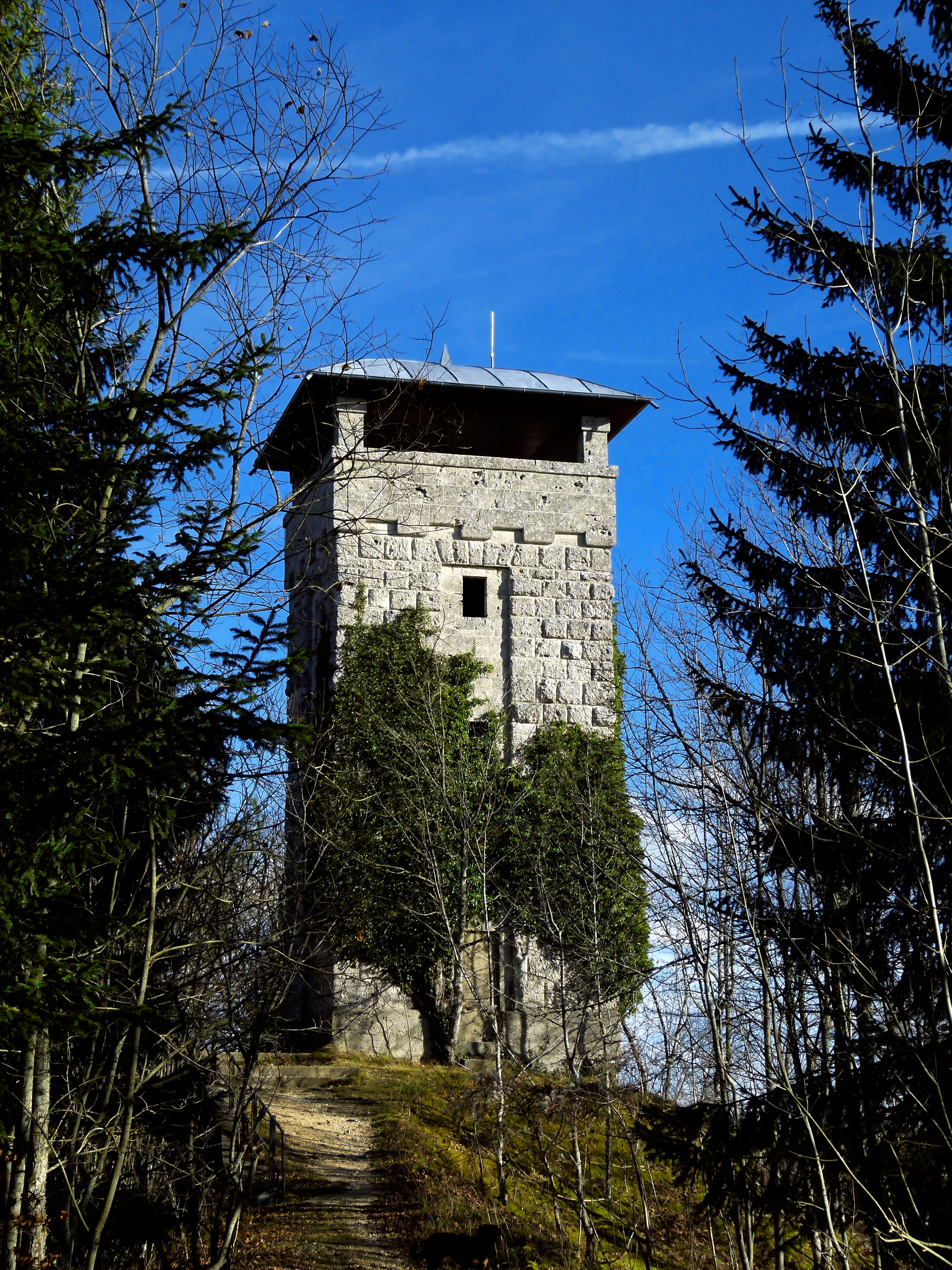
Gansnestturm

### Kleindenkmale
Statue für Sybille Kramer, die als einzige der 18 jüdischen Personen aus Tuttlingen in einem Versteck der Familie Heni in der abseits gelegenen Ziegelhütte (Bauernhof und Gartenwirtschaft östlich der Stadt) die Verfolgung durch die Nazis überlebte.

### Theater
Während der Sommermonate (Ausnahme Schulferien) finden seit 1963 in der Naturbühne Steintäle in einem engen felsigen Tal oberhalb des Stadtkerns Freilicht-Theateraufführungen statt.

### Museum
Im Schloss befindet sich das Heimatmuseum.

### Fasnet

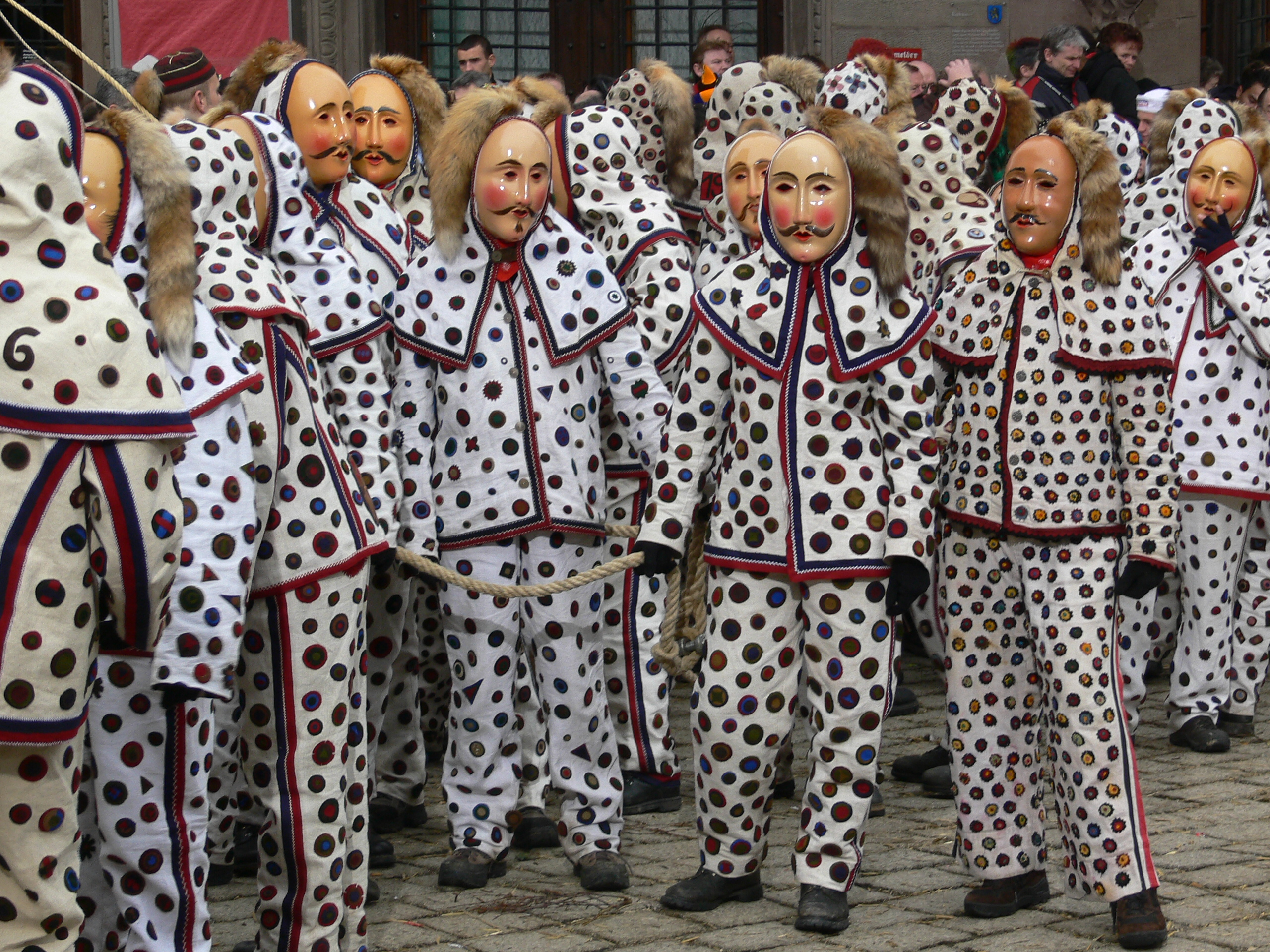
Narren der Narrenzunft Fridingen

Aufgrund eines (für vormals vorderösterreichische Städte typischen) anti-württembergischen Reflexes im 19. Jahrhundert und eines sehr ausgeprägten Heimatbewusstseins hat sich das Brauchtum der schwäbisch-alemannischen Fasnet in weitgehend unverfälschter Weise erhalten. Die Fastnachts-Figuren („Narren“), tragen grobe Leinengewänder, die mit oft kunstvollen Nähereien besetzt sind, dazu einen Fuchsschwanz. Ihre Masken („Larven“) sind handgeschnitzte Unikate. Die Narrenzunft Fridingen ist Mitglied der Vereinigung schwäbisch-alemannischer Narrenzünfte.

### Sport
- Wintersport: Der Skilift beim „Antoni“, ein Schlepplift, erschließt eine 800 Meter lange Abfahrtsstrecke, die mit Flutlicht beleuchtet ist. Des Weiteren steht ein Kinderlift zur Verfügung.
- Radfahren: Rund um Fridingen gibt es zahlreiche gut ausgebaute Rad- und Wanderwege.
- Schwimmen: Fridingen besitzt ein beheiztes Freibad. Dieses verfügt über eine große Liegewiese und einer Drehrutsche für Kinder.
- Gleitschirm/Paragliding: In Fridingen gibt es eine hölzerne Startrampe, um mit einem Gleitschirm zu starten. Sie befindet sich in der Nähe von Bergsteig.
- Handball: Beim TV 05 Fridingen findet jährlich ein großes Feldhandballturnier statt, mit Mannschaften aus dem ganzen süddeutschen Raum. Die Damen- und Herren-Mannschaften der HSG Fridingen/Mühlheim spielen seit Jahren in der Verbandsliga bzw. Württembergliga.
- Fußball: Der SV Fridingen verfügt über zwei Fußballplätze.

## Wirtschaft und Infrastruktur

### Ansässige Unternehmen
- Hammerwerk Fridingen GmbH
- Klöckner Desma GmbH

### Verkehr

Der Bahnhof von Fridingen

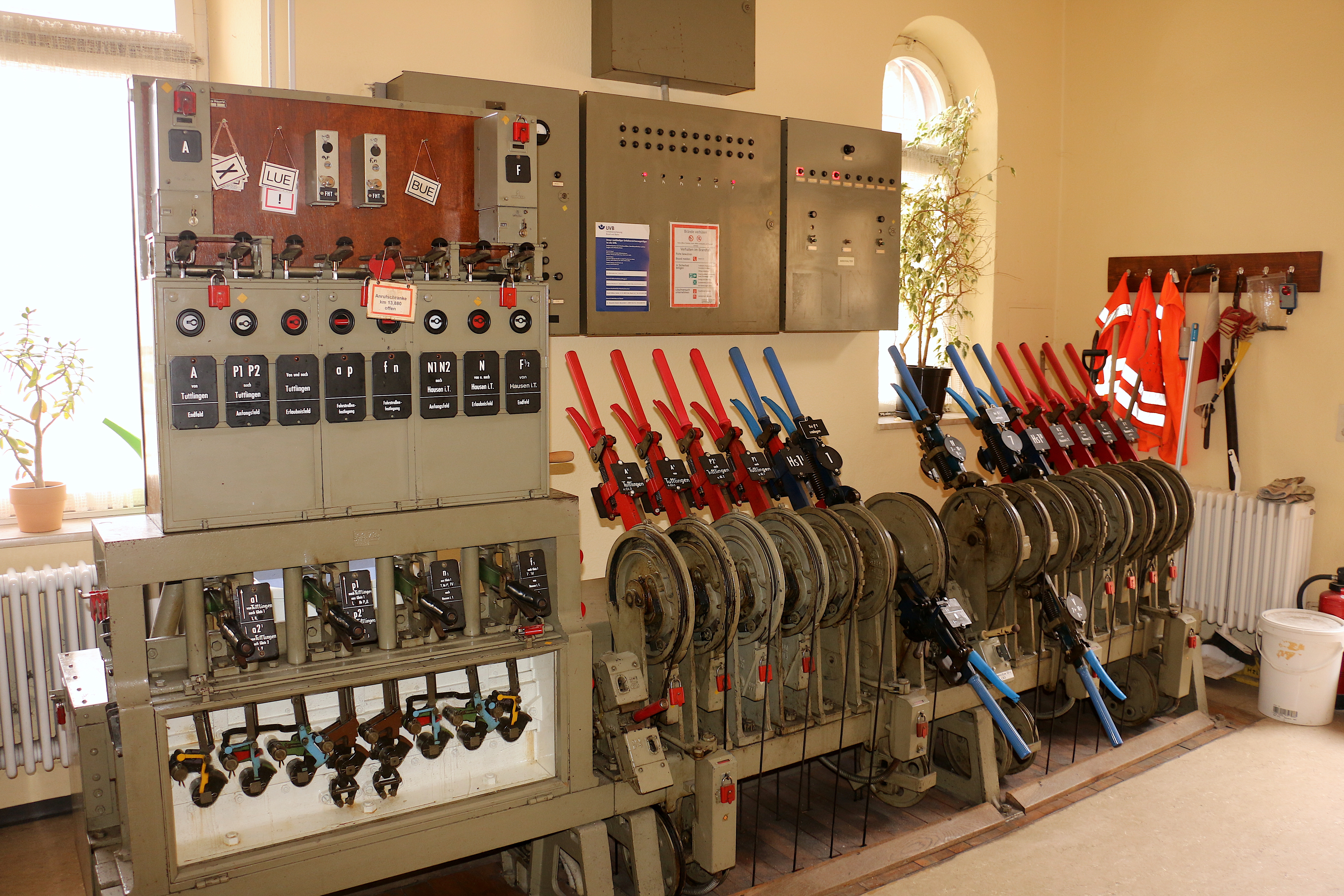
Das mechanische Stellwerk im Bahnhof Fridingen ist von historischem Wert (2018)

Ein Charakteristikum Fridingens ist seine schwere Erreichbarkeit im Talkessel der Donau. Eine wesentliche Verbesserung dieser Situation entstand durch den Bau der Bahnstrecke Tuttlingen–Inzigkofen im Jahr 1890. Der Bahnhof Fridingen entstand mit dem Bau dieser Strecke. Der privat von der Firma Börsig betriebene Güterbahnhof ist auf die Annahme und Abfertigung von Ganzzügen ausgelegt. Er ist heute Endhaltepunkt einer Ringzug-Strecke und nimmt innerhalb des Ringzugkonzepts eine wichtige Rolle als Zug/Bus-Verknüpfungspunkt des östlichen Tuttlinger Kreisgebietes ein: Die Schulbusse aus Buchheim, Irndorf und Bärenthal fahren – entsprechend dem Konzept des Tübinger Verkehrsplaners Ulrich Grosse – nicht direkt zu den Schulen nach Mühlheim und Tuttlingen, sondern zum Fridinger Bahnhof, wo die Schüler in Ringzug-Triebwagen umsteigen. Von Mai bis Oktober hält hier ferner der Naturpark-Express, ebenfalls halten die Züge der DB-Regio-Tochter DB ZugBus Regionalverkehr Alb-Bodensee zwischen Ulm und Neustadt (Schwarzwald) im Bahnhof Fridingen, womit eine zweistündige Anbindung an Sigmaringen, Ulm, Donaueschingen und mit Umstieg Freiburg im Breisgau vorhanden ist.
Fridingen hat einen der noch wenigen Bahnhöfe, die über ein vor Ort bedientes, rein mechanisches Stellwerk verfügen. Die Weichen, die Einfahr- und Ausfahrsignale, sowie die Schranken werden vom Stationsbeamten über Seilzüge gestellt und bedient. Die Anlage hat historischen Wert.
Im Jahr 1909 wurde im württembergischen Landtag über den Verlauf einer neuen Bahnstrecke diskutiert, die ursprünglich den Heuberg von Spaichingen aus erschließen sollte. Die insbesondere von der Gemeinde Bärenthal ins Spiel gebrachte alternative Routenführung dieser Heubergbahn sollte stattdessen bei Fridingen von der vorhandenen Strecke durch das Donautal abzweigen und über den damals preußischen Ort Bärenthal nach Reichenbach am Heuberg und weiter nach Wehingen und Gosheim verlaufen. Sowohl Preußen wie auch der Württemberg lehnten die Routenführung jedoch ab.
Im Busverkehr ist Fridingen im Verkehrsverbund Schwarzwald-Baar-Heuberg integriert.
Durch Fridingen verläuft als Radfernweg der Donauradweg, der von Donaueschingen entlang der Donau über Passau, Wien und Budapest bis zur Mündung am Schwarzen Meer verläuft. Er wird ab Tuttlingen auch als EuroVelo-Route EV6 und zwischen Tuttlingen und Passau als D-Route 6 geführt. Er verbindet Fridingen mit den Nachbarstädten Tuttlingen und Mühlheim und nach Osten mit der Nachbargemeinde Beuron.
Die großen Straßen führen auch heute noch an Fridingen vorbei. Zurzeit führt die Landesstraße 277 (Tuttlingen-Sigmaringen) und die Landesstraße 440 (Albstadt-Heudorf) durch Fridingen.

## Persönlichkeiten

### Söhne und Töchter der Stadt
- Hieronymus Spiegel (1699–1779), Orgelbauer, Neffe und Schüler des Prager Orgelbauers Leopold Spiegel
- Franz Joseph Soll (1734–1798), Kirchenmaler
- Eugen Gaus (1850–1934), Heimatforscher und Lehrer
- Josef Schnell (1886–1966), Landtagsabgeordneter
- Franz Xaver Bucher (1899–1959), Zeichner
- Alfons Epple (1899–1948), Landschaftsmaler, Porträtist und Kirchenmaler.
- Josef Feger (1920–2010), Kommunalpolitiker (CDU), Oberbürgermeister von Leutkirch im Allgäu
- Josef Hipp (1927–1959), Leichtathlet und Olympiateilnehmer
- Hans Bucher (1929–2002), Maler
- Paul Ackermann (* 1939), Politikwissenschaftler
- Siegfried Schiele (* 1939), Politikdidaktiker, ehemaliger Leiter der Landeszentrale für politische Bildung Baden-Württemberg

### Joschka Fischer und das Fridinger Wappen
Der ehemalige Bundesaußenminister Joschka Fischer hat für sein 1999 angenommenes Wappen die Farben des Fridinger Stadtwappens Rot und Weiß gewählt, weil er davon ausging, dass seine Familie aus Fridingen stammt. Mittlerweile konnte aber nachgewiesen werden, dass die beauftragte Ahnenforschungsgesellschaft fehlerhaft recherchiert hatte und dass Fischers Vorfahr Jakob Fischer 1731 sicherlich nicht von Fridingen an der Donau, sondern wohl eher von Friedingen bei Langenenslingen aus nach Ungarn ausgewandert war.